# Алкарасехос
Алкарасехос (на испански: Alcaracejos) е населено място и община в Испания. Намира се в провинция Кордоба, в състава на автономната област Андалусия. Общината влиза в състава на района (комарка) Вале де лос Педрочес. Заема площ от 177 km². Населението му е 1548 души (по преброяване от 2010 г.). Разстоянието до административния център на провинцията е 74 km.